# Justicia para Natalee
Justicia para Natalee (Justice for Natalee Holloway) es un telefilme estadounidense dramático; producido por PeaceOut Productions, Frank von Zerneck Films y Lifetime TV; estrenado en Estados Unidos el 9 de mayo de 2011. El guion se basa en el caso de la desaparición de la estudiante estadounidense Natalee Holloway, ocurrida en Aruba en mayo de 2005, y la persecución del sospechoso principal Joran van der Sloot a través de varios países. Es la secuela de La historia de Natalee Holloway, película para la televisión basada en el libro de Beth Holloway.
Tracy Pollan interpretó a Beth Holloway, madre de Natalee, papel que también interpretó en La historia de Natalee Holloway. Francesco Quinn interpretó al padre de Stephany Flores.
La película fue estrenada cuando Joran van der Sloot, principal sospechoso en el caso de la desaparición de Natalee, esperaba juicio en Perú por el asesinato de Stephany Flores.

## Sinopsis
La Policía de Aruba no puede arrestar a Joran van der Sloot por la desaparición de Natalee Holloway, a pesar de una confesión grabada. Beth, la madre de Natalee, sigue buscando la verdad, alberga esperanzas de que su hija siga viva en Venezuela. El padre de Joran decide enviarlo a Tailandia. Buscado por el FBI por intentar extorsionar a Beth, Joran vuela a Colombia, en Perú se aloja en un hotel de Lima, ciudad en la que conoce a la joven Stephany Flores. Al llegar ambos a la habitación de Joran, Stephany descubre que Joran estuvo implicado en la desaparición de Natalee. Joran mata a Stephany Flores y huye a Chile. Tras rechazar su madre seguir ayudándole, Joran es arrestado por la policía de Chile y extraditado a Perú. Beth visita a Joran en una prisión de Perú, pero no consigue que le revele lo que hizo con Natalee.

## Reparto
- Tracy Pollan como Beth Holloway.
- Stephen Amell como Joran van der Sloot.
- Scott Cohen como John Q. Kelly
- Amy Gumenick como Natalee Holloway.
- Michael Beach como Agente Delaney.
- Francesco Quinn como Ricardo Flores.
- Melissa Ponzio como Debra Stanville.
- Grant Show como Jug Twitty.
- Monica Acosta como Reportera.
- Will Beinbrink como Alan.
- Trey Burvant como Barry.
- Lara Grice como Anita Van der Sloot.
- Dax Griffin como Wouter.
- Carlos Guerrero como Juan Lavilla.
- Erin Howell como Cammy.
- Tiffany Lonsdale como Stephany Flores.
- Marc Macaulay como Padre de Joran.
- Hunter McGregor como Patrick Van Eem.
- Susan Santiago como Marielena Flores.
- Cameron Deane Stewart como Matt Holloway.
- Elena Varela como Reportera.
- Julio Oscar Mechoso como Detective Martinez.
- Karen Garcia como Mujer policía.